# Zonosaurus bemaraha
Zonosaurus bemaraha — вид ящірок родини геррозаврових (Gerrhosauridae). Ендемік Мадагаскару.

## Поширення і екологія
Zonosaurus bemaraha є ендеміками вапнякового масиву Бемараха, розташованого на заході острова Мадагаскар, на півдні регіону Мелакі. Вони живуть в сухих тропічних лісах, що ростуть серед вапнякових скельних виступів, переважно у незайманих лісах на півночі національного парку. Зустрічаються на висоті 100 м над рівнем моря.